# Jean-François Barberot
Pour les articles homonymes, voir Barberot.
Jean-François Barberot est un membre de la deuxième mission militaire française au Japon.
Sergent dans l'armée, il travaille pour le ministère japonais de la Guerre en qualité de conseiller étranger du 11 avril 1872 au 11 avril 1875. Ce premier contrat est prolongé jusqu'au 11 avril 1877. Il est engagé comme canonnier et charpentier, et également comme quartier-maître en 1875. Il retourne en France le 10 avril 1877.